# 斯温岛
斯温岛，法罗群岛东北部岛屿，位于维德岛与博罗伊岛以东。总面积27.4平方公里，为法罗群岛第10大岛屿。岛上总人口38 (2011年)。Svínoy一词源于古诺尔斯语，意为“猪猡岛”。